# 吳敦義內閣
吳敦義內閣是指2009年9月10日至2012年2月6日期間，由時任行政院院長吳敦義所領導的中華民國內閣，為馬英九政府的第二任內閣，同時也是其任內維繫時間最長的內閣。
2009年8月8日，莫拉克颱風造成台灣中南部嚴重水患，嚴重的人命財物損失引發民眾對於劉兆玄內閣行政的質疑和不信任，導致劉兆玄院長為負起水災的政治責任而宣布請辭並帶領內閣總辭。隨後，總統馬英九於2009年9月7日任命時任立法委員的吳敦義出任行政院院長，時任桃園縣縣長朱立倫出任行政院副院長（副院長職2010年5月17日由陳冲接任），所有閣員並於2009年9月10日宣誓就職。內閣成員以執政黨中國國民黨的黨員為主。
2011年12月16日，閣揆吳敦義請假參選中華民國副總統，由行政院副院長陳冲代行其職；吳敦義於2012年中華民國總統選舉當選第13任副總統後，2012年2月6日正式請辭獲准。

## 最終內閣成員
| | |
| - 行政院院長：吳敦義國民 - 行政院副院長：朱立倫國民、陳冲國民 - 行政院秘書長：林中森國民 - 行政院副秘書長：陳慶財 - 內政部部長：江宜樺國民 - 外交部部長：楊進添國民 - 國防部部長：高華柱國民 - 財政部部長：李述德國民 - 教育部部長：吳清基國民 - 法務部部長：曾勇夫 - 經濟部部長：施顏祥 - 交通部部長：毛治國國民 - 蒙藏委員會委員長：羅瑩雪（政務委員兼任） - 僑務委員會委員長：吳英毅國民 - 行政院衛生署署長：邱文達國民 - 行政院環境保護署署長：沈世宏 - 行政院海岸巡防署署長：王進旺 - 行政院經濟建設委員會主任委員：劉憶如 - 行政院大陸委員會主任委員：賴幸媛 - 行政院國軍退除役官兵輔導委員會主任委員：曾金陵 - 行政院青年輔導委員會主任委員：李允傑 - 行政院原子能委員會主任委員：蔡春鴻 - 行政院國家科學委員會主任委員：李羅權 - 行政院研究發展考核委員會主任委員：朱景鵬國民 - 行政院農業委員會主任委員：陳武雄國民 - 行政院文化建設委員會主任委員：曾志朗 - 行政院勞工委員會主任委員：王如玄 | - 行政院公平交易委員會主任委員：吳秀明（任期制的獨立機關，不受內閣改組影響） - 行政院公共工程委員會主任委員：李鴻源親民（政務委員兼任） - 行政院體育委員會主任委員：戴遐齡 - 行政院客家委員會主任委員：黃玉振國民 - 行政院原住民族委員會主任委員：孫大川 - 中央選舉委員會主任委員：張博雅（任期制的獨立機關，不受內閣改組影響） - 行政院金融監督管理委員會主任委員：陳裕璋國民 - 行政院飛航安全委員會主任委員：張有恆 - 北美事務協調委員會主任委員：邵玉銘國民 - 國家通訊傳播委員會主任委員：蘇蘅（任期制的獨立機關，不受內閣改組影響） - 行政院新聞局局長兼行政院發言人：楊永明國民 - 行政院主計處主計長：石素梅國民 - 行政院人事行政局局長：吳泰成 - 中央銀行總裁：彭淮南（不受內閣改組影響）國民 - 國立故宮博物院院長：周功鑫 - 政務委员（負責跨部會、或各部會權責沒有管轄的全國性行政事務）：曾志朗、張進福、薛承泰國民、林政則國民、羅瑩雪、朱敬一、李鴻源 |

- 粗體除彭淮南為蕭萬長內閣續任者外均為劉兆玄內閣續任者

- 斜體為中途接任者

## 其他政務官及事務／常務官
- 內政部政務次長：簡太郎國民
- 內政部常務次長：曾中明
- 外交部政務次長：董國猷
- 外交部常務次長：沈斯淳
- 國防部軍政副部長：楊念祖
- 國防部軍令副部長：林鎮夷
- 國防部軍備副部長：趙世璋
- 國防部常務次長：李喜明、林於豹
- 經濟部政務次長：林聖忠
- 經濟部常務次長：黃重球
- 財政部政務次長：張盛和國民
- 財政部常務次長：曾銘宗國民
- 教育部政務次長：林聰明
- 教育部常務次長：吳財順
- 交通部政務次長：葉匡時國民
- 交通部常務次長：郭蔡文、陳建宇
- 法務部政務次長：陳守煌
- 法務部常務次長：蔡茂盛、吳陳鐶
- 僑務委員會副委員長：任弘、薛盛華、許振榮
- 中央銀行副總裁：嚴宗大、楊金龍
- 行政院主計處副主計長：李玉麟、鹿篤瑾
- 行政院人事行政局政務副局長：顏秋來
- 行政院人事行政局常務副局長：朱永隆
- 行政院新聞局副局長：翁桂堂
- 行政院衛生署副署長：張上淳、蕭美玲
- 行政院環境保護署副署長：邱文彥國民
- 行政院海岸巡防署副署長：王崇儀
- 行政院經濟建設委員會副主任委員：胡仲英、單驥、黃萬翔
- 行政院大陸委員會副主任委員：劉德勳、趙建民
- 行政院國軍退除役官兵輔導委員會副主任委員：
- 行政院青年輔導委員會副主任委員：林辰璋
- 行政院原子能委員會副主任委員：謝得志
- 行政院國家科學委員會副主任委員：陳正宏、陳力俊張文昌
- 行政院研究發展考核委員會副主任委員：宋餘俠、魏國彥國民
- 行政院農業委員會副主任委員：胡興華、黃有才
- 行政院文化建設委員會副主任委員：張譽騰
- 行政院勞工委員會副主任委員：潘世偉
- 行政院金融監督管理委員會政務副主任委員：李紀珠國民
- 行政院金融監督管理委員會常務副主任委員：吳當傑
- 行政院公平交易委員會副主任委員：施秀芬
- 行政院公共工程委員會副主任委員：陳振川、鄧民治
- 行政院體育委員會副主任委員：林國棟、陳士魁國民、陳顯宗
- 行政院客家委員會副主任委員：
- 行政院原住民族委員會副主任委員：夏錦龍、徐明淵、林江義國民
- 國家通訊傳播委員會副主任委員：陳正倉
- 國立故宮博物院副院長：馮明珠

## 內閣人事異動
以交接時間排列:
- 新聞局長：蘇俊賓→江啟臣→楊永明
- 法務部長：王清峰→曾勇夫（2010年3月22日）
- 行政院副院長：朱立倫→陳冲（2010年5月17日）
- 金管會主委：陳冲→陳裕璋（2010年5月17日）
- 經建會主委：蔡勳雄→劉憶如（2010年5月19日）
- 國家通訊傳播委員會主委：彭芸→蘇蘅（2010年8月1日）
- 中選會主委：賴浩敏(轉任司法院長)→張博雅（2010年11月15日）
- 蒙藏會委員長：高思博→羅瑩雪（政務委員兼任，2011年2月9日）
- 衛生署署長：楊志良→邱文達（2011年2月9日）
- 青輔會主委：王昱婷→李允傑（2011年2月9日）
- 文建會主委：盛治仁→曾志朗（2011年11月28日）
- 政務委員：尹啟銘（請辭參選立法委員，2011年11月28日）
- 工程會主委：范良銹→李鴻源（政務委員兼任，2011年2月9日）

## 施政

### 任內作為
- 解鎖經濟弱勢健保卡

民間團體向政府反映全國約有60萬餘戶民眾，因健保卡糟鎖卡無法使用健保卡就醫，希望政府積極主動瞭解其因且協助。吳揆於99年9月2日行政院第3211次會議上請衛生署儘速瞭解其因並研議具體解決對策，說明政府對於無力繳納健保費者所給予的補助、救助或醫療服務等措施，保障經濟弱勢民眾就醫權益；指示如民眾有就醫需要，政府就應設法協助安排就醫，絕不能再發生無錢就醫的情況。
- 撥款22縣市救災經費

2011年12月5日行政院第3276次行政會議中，吳揆說明2011年風調雨順省下許多救災經費，決定將其中100億元撥給各直轄市及縣市政府，作為地方基礎建設經費；指示主計處儘速核發且不分黨派公平、公正來秉公處理，讓地方首長好好照顧基層讓人民受益，感受風調雨順的好處。此決議於12月8日吳揆出席中小企業經營問題與對策座談會時向媒體宣布。
- 簽署多項兩岸協議

2009年12月21日，簽署《海峽兩岸標準檢測及認驗證合作協議》、《海峽兩岸漁船船員勞務合作協議》、《海峽兩岸農產品檢驗檢疫協議》等3項協議
；2010年6月29日，簽署《兩岸經濟合作架構協議》（ECFA）
；2010年12月21日，簽署《兩岸醫藥衛生合作協議》
；2011年10月20日，簽署《海峽兩岸核電安全合作協議》
- 調漲基本工資

吳敦義擔任行政院長期間分別調漲二次基本工資，第一次為2011年1月1日調漲3.47％約600元，與第二次2012年1月1日調漲5.03%約900元；吳揆接受採訪時表示會積極研議建立基本工資調整公式的可行性，若經濟成長將逐年檢討調升基本工資，讓勞工分享經濟成長的果實；強調要做到把過去10多年未調整的額度，一次調整到位的確會有困難，且自民國86年以來，基本工資調整3次，其中總統馬英九任內就調整2次，調漲頻率與金額均高於民進黨政府。
- 籌設國家自然公園

2009年10月，高雄市市長陳菊向行政院院長吳敦義提議在壽山設立國家級自然公園，獲吳揆指示交由內政部營建署推動籌辦「壽山國家自然公園」。

### 任內爭議
- 海豚轉彎說

國光石化開發案預定於濁水溪河口北岸濕地填海造陸，而中華白海豚協會表達抗議聲稱此開發案會阻斷白海豚洄游路徑，危害僅存不到100隻白海豚的生存空間。對此吳揆接受記者訪問時表示，白海豚保育議題已指示經濟部必須納入學者專家進一步詳細研究，因研究報告指出白海豚有牠游水的路徑，是會轉彎的，也可能藉由行為訓練引導的方式來穿越，這都是要共同來討論的；隨後經部分媒體報導後引發環保團體與民眾的抨擊，吳敦義再陳述白海豚會轉彎，並非我說的，我僅是轉述專家會議中的資訊向大家說明。 
- 無薪假事件

2010年8月31日吳揆出席創造就業貢獻獎表揚活動致詞時，提及有個創新理念無薪假，其實應該得諾貝爾獎，引發勞工不滿質疑引喻失當。隨後吳揆接受訪問時詮釋，金融海嘯席捲全球，臺灣經濟以出口貿易為主，因此受到很大的衝擊。但政府政策宣布銀行存款全額保障穩定民心，而部分企業實施員工無薪假方案，等待度過難關後再回崗位繼續打拼，讓企業得到喘息的空間，也減少高額退休金與資遣費的負擔而倒閉，這是勞資雙方相濡以沫、患難見真情的成果；如把約23萬員工無薪假情況合併到失業率上，是會震撼臺灣社會人心的；所以我絕非未體諒勞工心情，但因此引起外界不同解讀，我要表達歉意，絕對沒有惡意。
- 苗栗縣大埔徵地事件

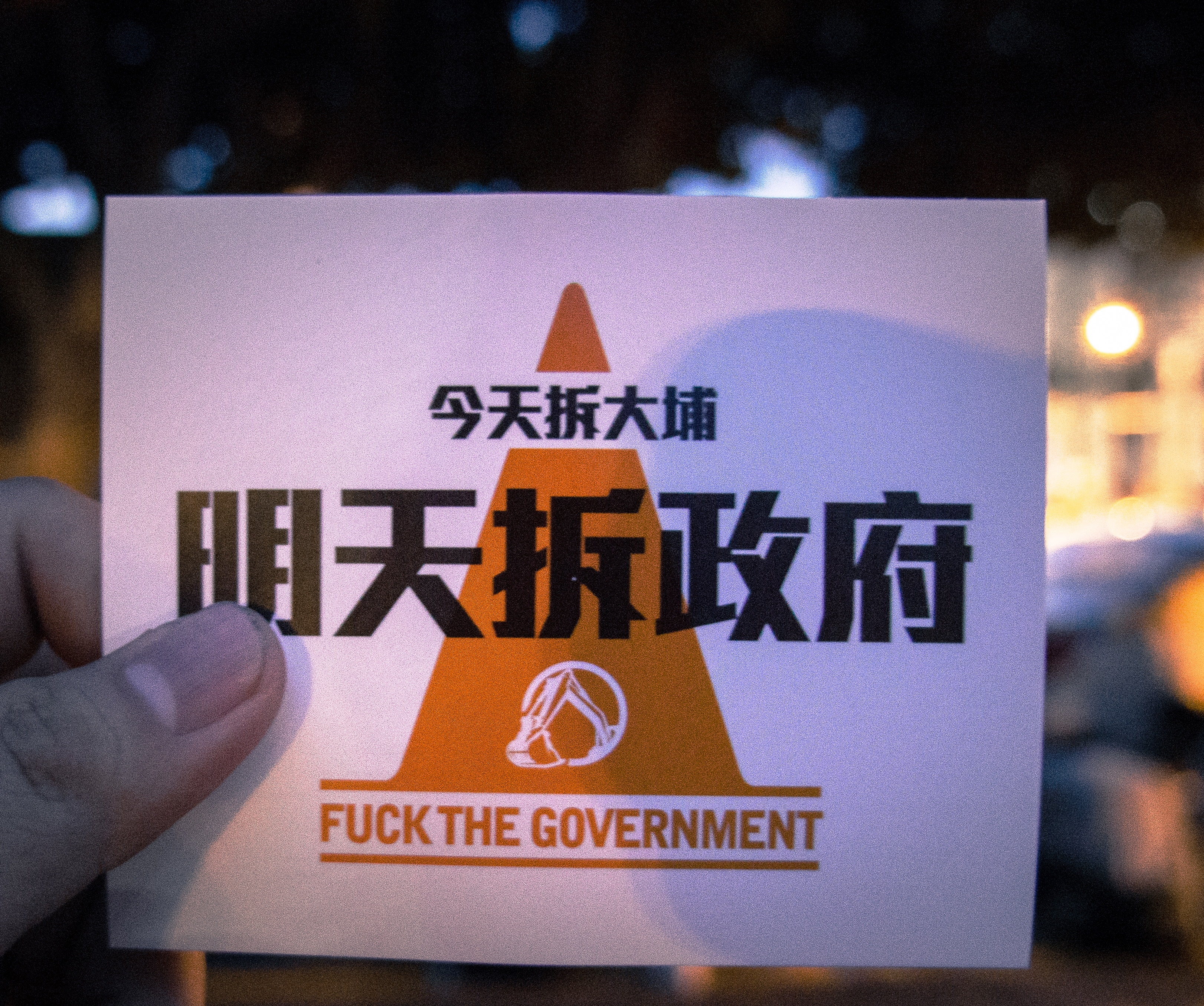
大埔事件精神標語

2010年7月20日吳揆主持苗栗縣長劉政鴻與大埔農地徵收住戶協商會議，會後與住戶達成原屋原地保留的研商結論；並在行政院會議中指示，在該區段徵收範圍內檢討保留適當的區位劃設農業區，讓有意繼續從事農業耕作地主使用，兼顧徵收計畫內98%申領抵價地地主及24戶反對土地徵收者權益。而在2013年7月3日苗栗劉縣長表示將強制執行大埔拆遷案，僅原地保留4住戶農地，引起臺灣農村陣線社運團體聲援並質疑當年吳揆原屋原地保留承諾跳票。副總統吳敦義回應，並無違反行政院當時的承諾，大埔農戶必須秉持不違反交通、公共安全、公平性與都市計畫合理性等原則來考量，如違反仍需拆除；所以沒有出爾反爾的問題，凡事都兼顧情理法，並且有其依據與道德正當性。 
- 臺中市太平區潑水節事件

2011年9月4日，吳敦義至臺中市太平區參加潑水節活動，主持開幕的前台中市長胡志強跟前太平區長余文欽拿水槍跟民眾互噴，胡志強離場前還說：「等下吳敦義院長進場一定要『好好招待他』」。吳敦義致辭時表示：「我很想跟大家玩水，但等下要參加婚宴，不能濕答答去搭高鐵，所以請鄭麗文陪大家一起玩」。而當胡志強離場後，民眾就發現大水桶的水全被倒掉，還有人叮嚀小朋友要把水槍清空，工作人員說明：「院長說他還有行程，衣服不能濕，要大家不要潑水」，導致現場無水可潑，引發參與撥水節的民眾不滿。
當地中山里里長閻泰利表達不滿：「潑水節不玩水就不要來，行政院長一點都不親民」，但稍晚澄清，誤解院方「不要潑水」訊息，是工作人員自行決定要將水倒光，害民眾中斷玩水興致，向民眾致歉。
隔天吳敦義即公開道歉，並表示：「應該是工作人員和維安人員溝通過程有些小誤會，願意對昨天當場跟覺得不便、不受尊重的民眾表示歉意」。    

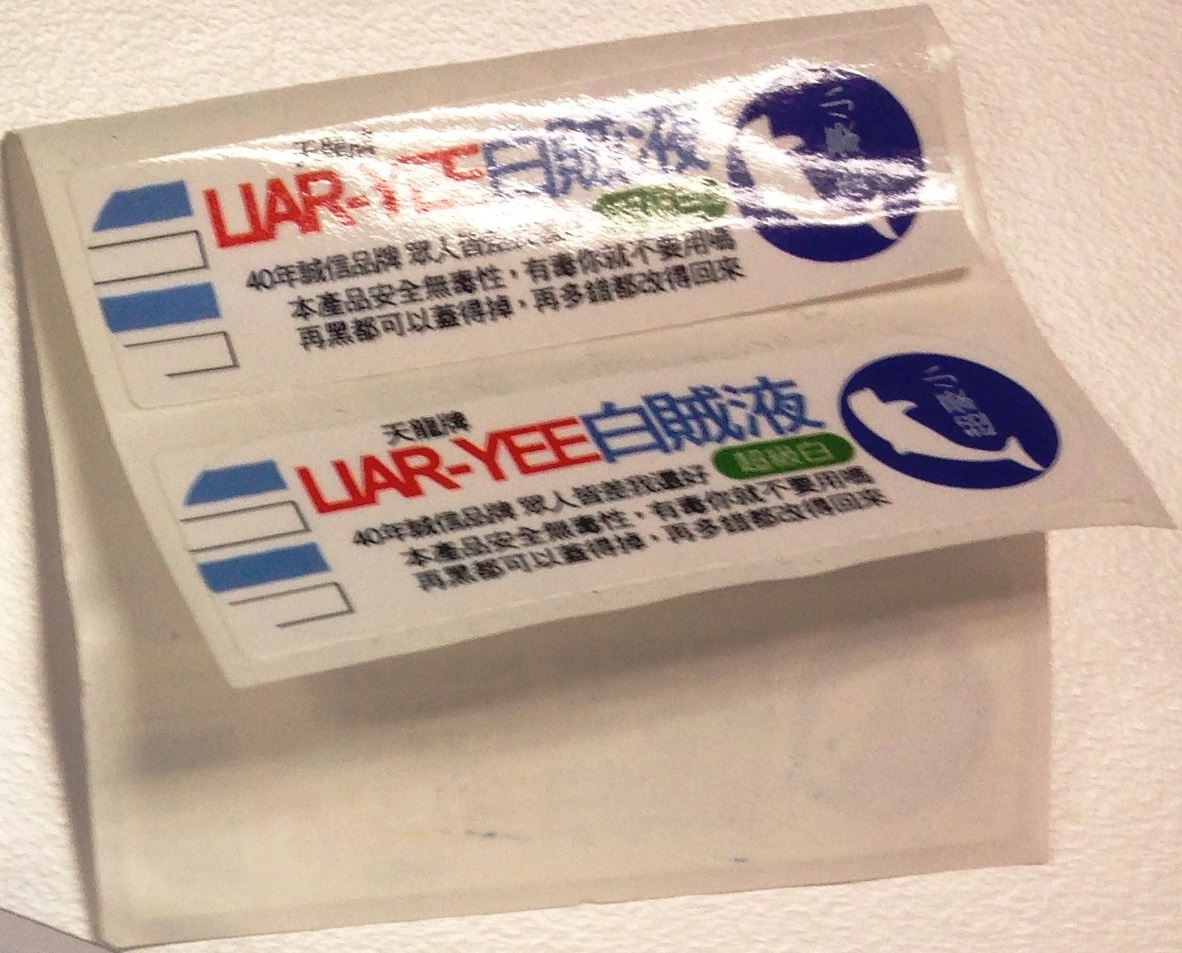
譏諷吳敦義「白海豚轉彎」的貼紙